# Lithocarpus dolichostachys
Lithocarpus dolichostachys är en bokväxtart som beskrevs av Aimée Antoinette Camus. Lithocarpus dolichostachys ingår i släktet Lithocarpus och familjen bokväxter. Inga underarter finns listade.